# Dalila e lo spaziale
Dalila e lo spaziale (Delilah and the Space Rigger), tradotto anche come Stazione spaziale e Dalila e il costruttore spaziale, è un racconto di fantascienza del 1949 dello scrittore statunitense Robert A. Heinlein.
È una delle storie di Heinlein più esplicitamente femministe, con il suo tipico personaggio femminile forte, intelligente e capace (per l'epoca), probabilmente ispirato a sua moglie Virginia.
Fa parte del ciclo della Storia futura.

## Storia editoriale
Pubblicato per la prima volta nel numero di dicembre 1949 della rivista Blue Book; in seguito è stato incluso nelle raccolte di opere di Heinlein Le verdi colline della Terra. 10 racconti (The Green Hills of Earth del 1951) e La storia futura (The Past Through Tomorrow del 1967).
Ne esistono diverse traduzioni in italiano: quella di Ugo Malaguti, intitolata Stazione spaziale è stata pubblicata nel 1953 dalla Libra Editrice nel n. 27 della rivista-collana Nova SF*, quella di Paolo Busnelli che si intitola Dalila e lo spaziale è stata pubblicata dalla Armenia Editore nel 1978 nella raccolta Le verdi colline della Terra. 10 racconti e poi di nuovo nel 1980.
Per l'edizione di The Past Through Tomorrow Heinlein ha apportato molte lievi modifiche alle opere del ciclo della Storia futura per aggiornarle e migliorarne la coerenza interna; su questa versione dei testi è basata la traduzione in italiano di Giuseppe Lippi intitolata Dalila e il costruttore spaziale pubblicata nel 1987 e nel 1998 nell'antologia La storia futura.

## Trama
Gloria Brooks McNye, un ingegnere delle comunicazioni, è il nuovo radio tecnico della squadra tutta maschile di lavoratori impegnati nella costruzione di una stazione spaziale.
Quando "Piccolo" Larsen, l'energico sovrintendente alla costruzione, si rende conto che il tecnico appena arrivato è una donna, reagisce negativamente perché non vuole donne a "ficcanasare attorno ai miei ragazzi"; 
il suo ordine di riportarla subito indietro, però, non può essere eseguito in mancanza di una valida ragione.
I vivaci dialoghi tra i due finiscono spesso con Larsen senza parole o in imbarazzo, per esempio al commento: "Tenga conto di quello che [Hammond] le dice, è un brav'uomo" Gloria replica" Lo so, l'ho addestrato io".
Alla fine, il sovrintendente è costretto ad ammettere che avere una donna nella squadra ha migliorato il morale e l'efficienza, piuttosto che causare problemi e decide di por fine alla discriminazione in base al sesso.
Chiede anche che un cappellano sia assegnato alla stazione, poiché "con la nuova politica potremmo averne bisogno in qualsiasi momento".

### Edizioni
- Robert A. Heinlein, Dalila e il costruttore spaziale, in La storia futura (antologia), collana Urania Classici, traduzione di Giuseppe Lippi, vol. 2, n. 251, Mondadori, febbraio 1998,  pp. 15-36, ISSN 1120-4966 (WC · ACNP).

- (EN) Robert A. Heinlein, Delilah and the Space Rigger (testo completo), su Baen Ebooks. URL consultato il 12 dicembre 2024.

### Fonti critiche
- Giuseppe Lippi, Nota, in La storia futura (antologia), collana Urania Classici, vol. 1, n. 241, Mondadori, aprile 1997,  p. 14, ISSN 1120-4966 (WC · ACNP).
«Le traduzioni sono state rifatte appositamente, con l'eccezione di L'uomo che vendette la luna e Requiem che erano già apparsi a cura di Lia Volpatti e Paola Francioli.»

- Damon Knight, Introduzione, in La storia futura (antologia), collana Urania Classici, traduzione di Giuseppe Lippi, vol. 2, n. 251, Mondadori, febbraio 1998, ISSN 1120-4966 (WC · ACNP).

- (EN) James Daniel Gifford, Robert A. Heinlein: A Reader's Companion (una bibliografia completa, con circa una pagina di commento su ogni opera di Heinlein), Nitrosyncretic Press, 2000, ISBN 0-9679874-1-5. URL consultato il 4 settembre 2015.